# Bezuchov
Bezuchov (německy Besuchow) je obec ležící v okrese Přerov. Žije zde 187 obyvatel.

## Název
Název vesnice byl odvozen od osobního jména Bezuch a jeho význam byl "Bezuchův majetek".

## Historie
První písemná zmínka o obci pochází z roku 1365. Od roku 1784 je zde škola.
| Rok      | 1791 | 1869 | 1900 | 1950 | 2001 | 2006 | 2014 |
| -------- | ---- | ---- | ---- | ---- | ---- | ---- | ---- |
| Obyvatel | 223  | 260  | 320  | 254  | 173  | 183  | 190  |
| Domů     | 39   | 47   | 61   | 63   | 61   | 61   | 60   |

## Obecní symboly
Obecní pečeť má průměr 33 mm. V pečetním poli polopostava, obrácená vpravo, držící v ruce rýč. V rektifikačních aktech z roku 1749 byla u Bezuchova použita malá osmihranná pečeť 13 x 10 mm, v pečetním poli sedlák s pluhem a koněm na vyšrafovaném poli. Tutéž pečeť má k ověření katastru i sousední obec Oprostovice.
Moderní obecní symboly byly uděleny v roce 1995, autorem návrhu je Miroslav Pavlů:
- Znak: v červeno-černě kosmo děleném štítě zlatý gryf držíc rýč se zlatou násadou, jehož list je červený se stříbrným heroldským křížem.
- Vlajka: černo-červeně kosmo dělený list se žlutým gryfem ve střední části, držícím meč se žlutou násadou a červeným listem s bílým heroldským křížem.

## Památky
- Kaple sv. Floriana z roku 1877 uprostřed návsi
- Kamenný pískovcový kříž u autobusové zastávky, v parčíku před domem č.p. 45 z roku 1752

## Galerie

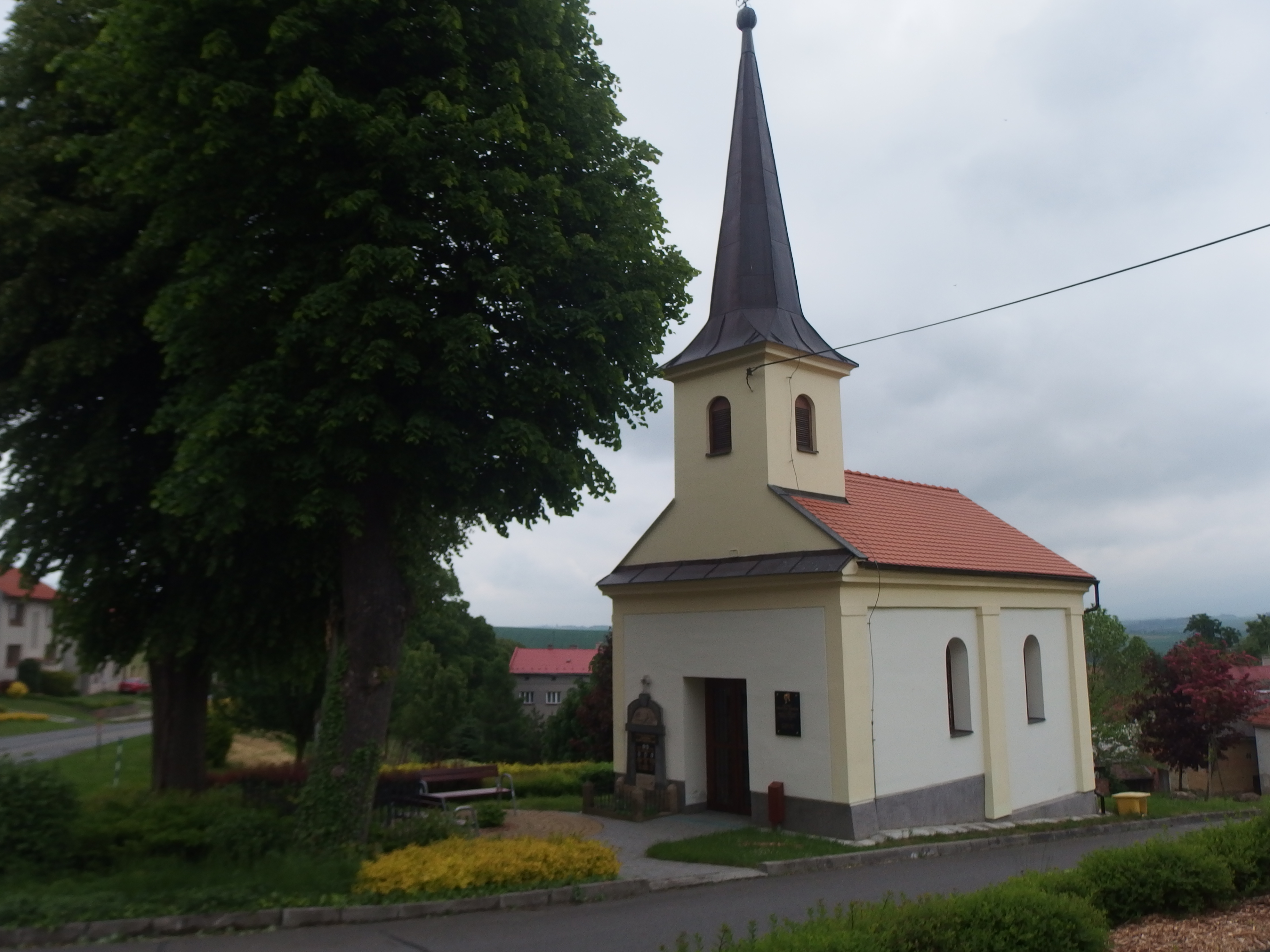
Kaple sv. Floriána
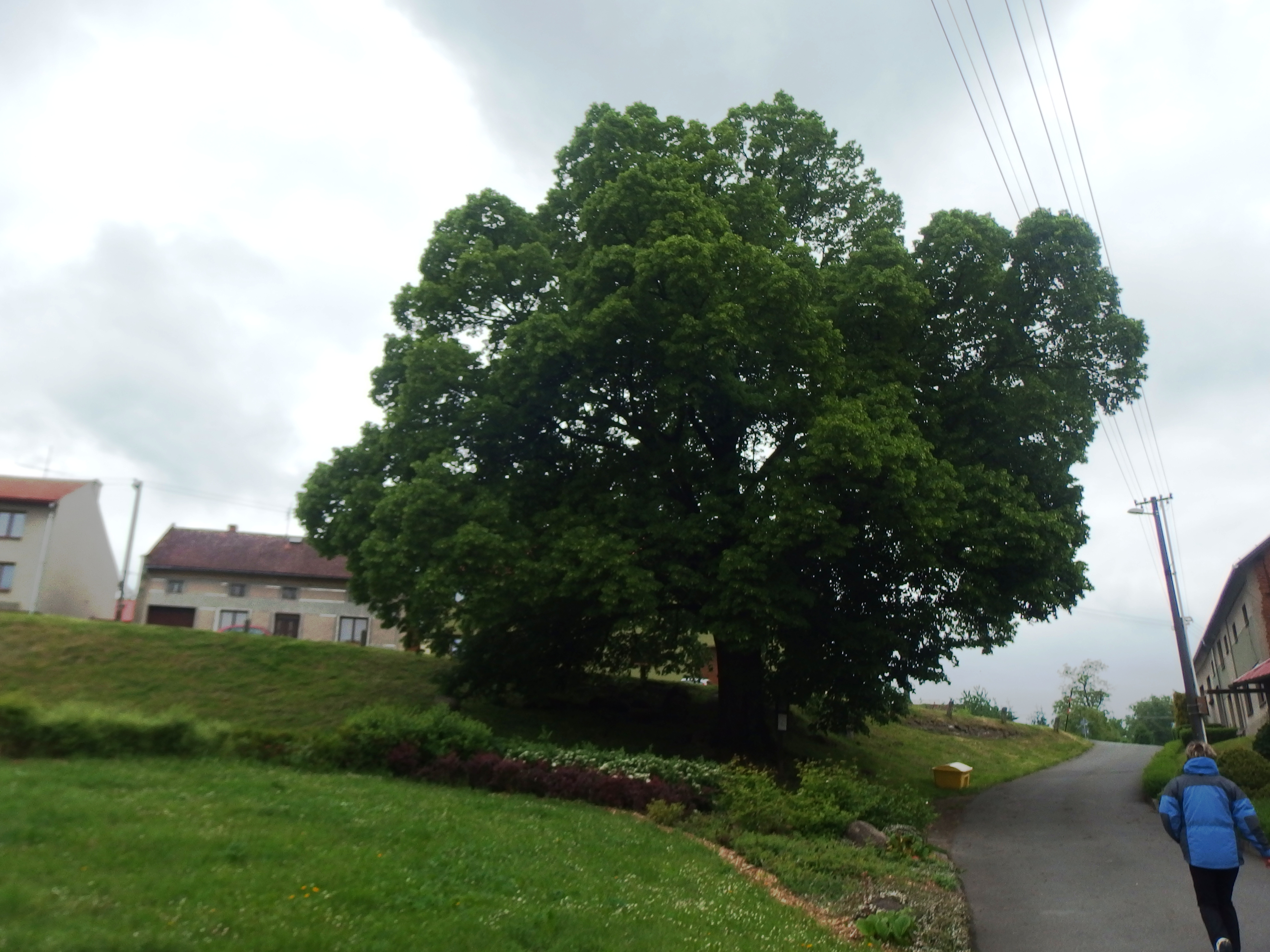
Lípa
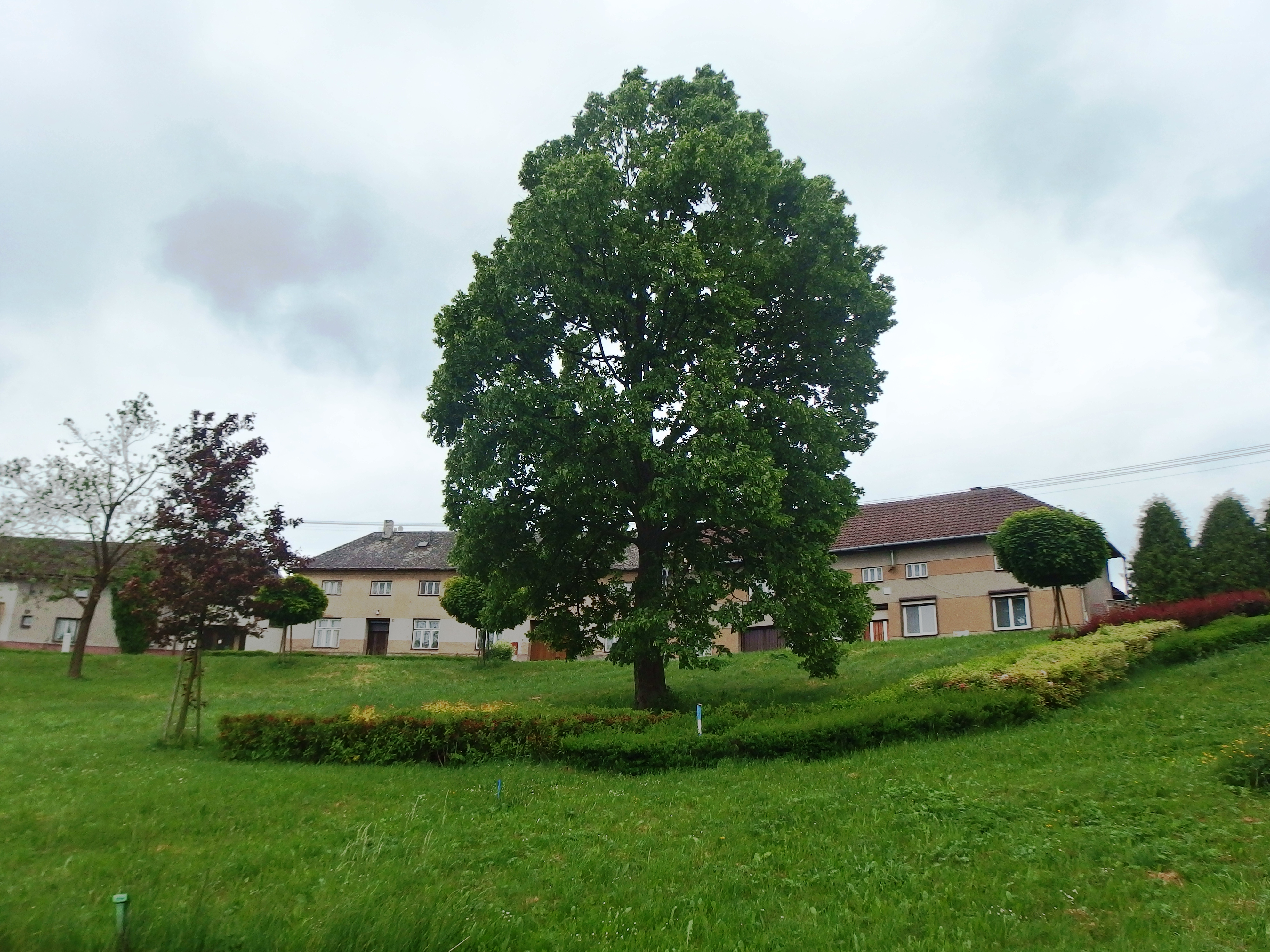
Střed obce
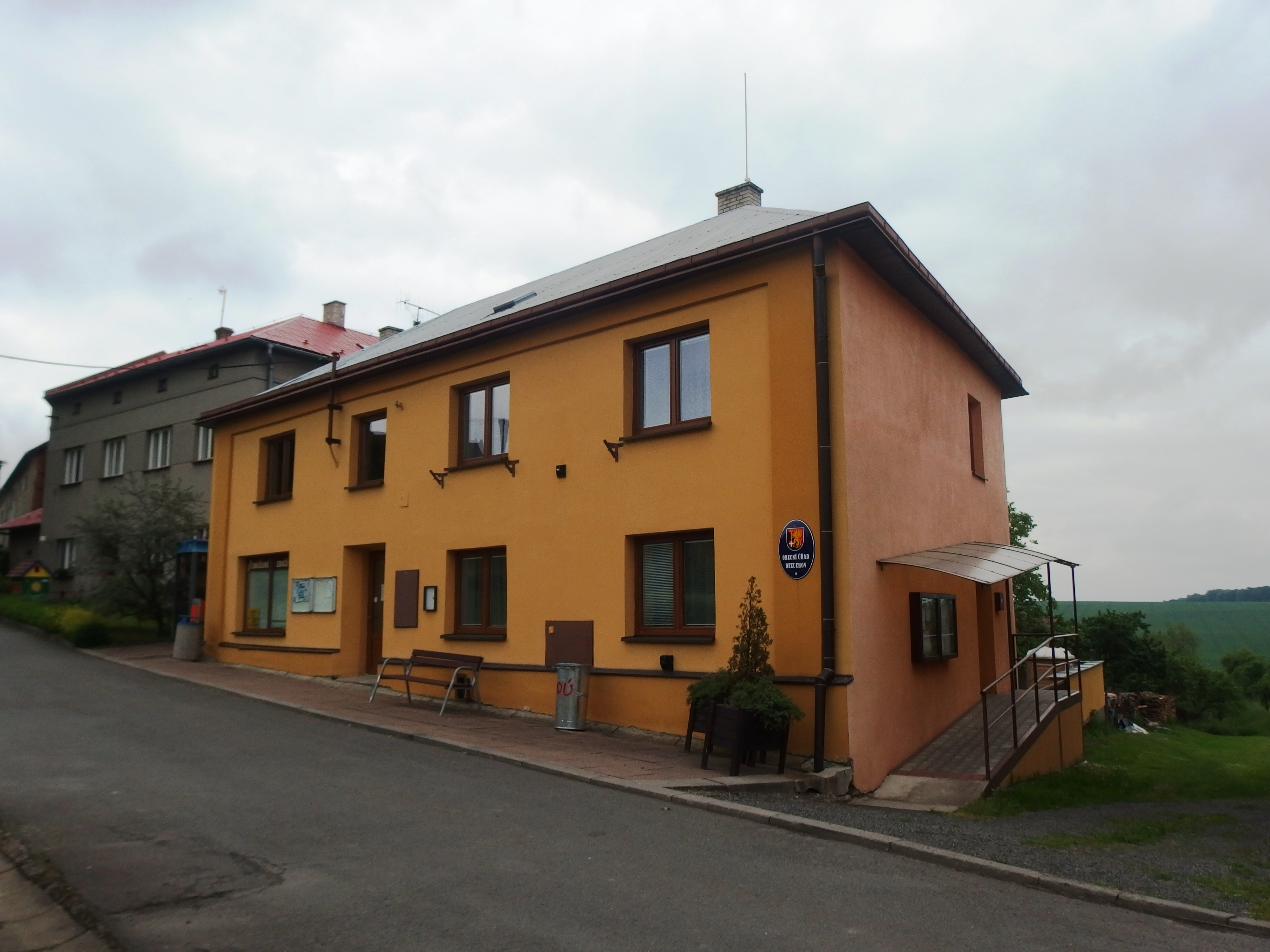
Obecní úřad